# Shun Oguri
Shun Oguri (小栗旬?, Oguri Shun; Kodaira, 26 dicembre 1982) è un attore, doppiatore e regista giapponese, soprannominato "Ogurin" o "Ogushun".

## Biografia
Figlio di Tetsuya (哲家?), affermato regista di opera, e di Shoko (昇子?), ballerina di danza classica, ha un fratello maggiore, Ryo (了?), ed una sorella maggiore, Mari (麻梨?).
Ha debuttato a Hollywood con il film Godzilla vs. Kong del 2021.
Ha iniziato a recitare molto presto perché voleva incontrare l'attrice Yuki Uchida e, a poco più di 13 anni, compare nel dorama della NHK Hachidai Shogun Yoshimune (anche se già da piccolissimo figurava come comparsa in alcuni degli spettacoli del padre, ad esempio come il figlio di Cio-Cio-San nella Madama Butterfly).
Appare poi in piccoli ruoli in altri dorama e spot tv, ma si fa seriamente notare come giovane attore con il ruolo di Noboru Yoshikawa nel dorama Great Teacher Onizuka, dove impersona un ragazzino vittima di bullismo e abusi da parte delle compagne di scuola.
La sua bravura attirò subito l'attenzione, e da allora l'attore mancino ha iniziato ad ottenere ruoli più importanti. Nel 2000 ha recitato nel ruolo di un ragazzo sordo nella serie televisiva Summer Snow, e due anni più tardi ha partecipato al popolare dorama Gokusen, nel quale ha interpretato la parte di un bulletto. Durante il periodo delle riprese Shun ha conosciuto l'attore e cantante Jun Matsumoto, il quale l'ha aiutato ad entrare nel cast del dorama Hana Yori Dango (nel quale i due hanno recitato insieme) nel ruolo di Rui Hanazawa. L'anno successivo saranno di nuovo assieme per la 2ª stagione della stessa serie, Hana Yori Dango Returns.
Sebbene il suo primo ruolo da protagonista in televisione sia stato nel 2006, nei panni del famoso Shinichi Kudo nell'adattamento televisivo del manga-anime Detective Conan, Shun ha anche ottenuto degli ingaggi come doppiatore in alcuni anime, tra cui spicca il film dedicato al finale di Fullmetal Alchemist, Il conquistatore di Shamballa, insieme a suo fratello Ryo, nel 2005.
Nel 2007, l'attore è salito ancora più alla ribalta come il protagonista maschile Sano Izumi nella serie televisiva Hanazakari no kimitachi e, tratta dal manga omonimo di Hisaya Nakajo. Durante le riprese del dorama, ha dovuto tra l'altro rifare per ben 12 volte la scena di un bacio con il suo collega Tōma Ikuta, interprete nel ruolo di Shuichi Nakatsu.
Nel marzo del 2008, Shun ha ricevuto un Golden Arrow Awards nella categoria "Trasmissioni (dorama)", ed allo stesso tempo ha ricevuto il premio come "Miglior attore" ai Japan Movie Critics Awards per il ruolo nel film Crows Zero.
Sempre nel 2008 ha interpretato lo studente Kazumi Koyama nel dorama Binbō danshi. Come celebrazione per i dieci anni di anniversario della sua carriera cinematografica, l'attore ha tenuto a Tokyo lo Shun Oguri Film Festival, l'11 aprile. Durante l'intera notte, sono stati trasmessi quattro film famosi in cui ha recitato Shun (tra i quali Crows Zero). A maggio dello stesso anno, Oguri e la sua collega Mao Inoue hanno ottenuto il premio come "Migliori esordienti" agli Hashida Awards, per i rispettivi ruoli assunti in Hana Yori Dango Returns.
Nel frattempo ha anche condotto il programma radiofonico settimanale, chiamato All Night Nippon, dal gennaio 2007 a marzo 2010.
In Tokyo Dogs, del 2009, assume la parte del detective protagonista; per poi tornare a recitare assieme a Jun Matsumoto nel dorama intitolato Smile (dorama).
Nel 2010 ha iniziato inoltre a lavorare anche come regista.. Dopo esser stato nuovamente protagonista, assieme a Mao Inoue, in Juui Dolittle (dove impersona un veterinario di grandi capacità), nel 2011 fa parte del cast della versione live action dedicata ad Arakawa Under the Bridge e nel 2012 a Rich Man, Poor Woman affiancato da Satomi Ishihara.
Nel 2014 ha ottenuto anche il ruolo del famoso e simpatico ladro gentiluomo Arsenio Lupin III in Lupin III - Il film, diretto da Ryūhei Kitamura.
A Novembre 2018 Oguri entra a far parte del cast del film di produzione americana Godzilla vs. Kong, in uscita nelle sale a maggio 2020, poi posticipato a novembre 2020 per questioni di marketing ed infine a marzo 2021 in seguito all'emergenza Covid-19. Con il ruolo di Ren Serizawa, figlio del Dr. Ishiro Serizawa, Oguri segna il suo debutto a Hollywood.

## Vita privata
Shun Oguri parla l'inglese, sebbene non fluentemente. Egli è affetto da una condizione nota come petto escavato, una deformazione che coinvolge la crescita di alcune costole e dello sterno, facendo apparire il petto "incavato" e deformato. Nel 45% dei casi, tale disordine è genetico. Lo contraddistingue infine la sua notevole altezza, almeno per gli standard giapponesi, ben 1,84 m.
Il 12 marzo 2012 ha annunciato il suo imminente matrimonio con l'attrice e modella Yū Yamada, che ha poi sposato due giorni dopo, dopo quasi quattro anni di relazione e nell'autunno del 2014 è nata la loro prima figlia, mentre il 21 gennaio 2017 è stato dato l'annuncio della nascita del secondogenito, un maschio, e ad aprile 2020, mentre la famiglia si è trasferita momentaneamente a Los Angeles a causa del lavoro di Oguri, è nato il terzo figlio/a.

## Filmografia

### Attore

#### Cinema
- Shiawase Kazoku Keiga, regia di Tsutomu Abe (2000)
- Hitsuji no uta - Il silenzio degli innocenti (Song of the Sheep) (2002)
- Azumi, regia di Ryūhei Kitamura (2003)
- Robokon, regia di Tomoyuki Furumaya (2003)
- is. A, regia di Ken'ichi Fujiwara (2004)
- Haken Kuroitsu no Tsubasa (Wings of Hakenkreuz), regia di Kazuki Katashima (2004)
- Rinne, regia di Takashi Shimizu (2005)
- Life on the Longboard, regia di Ichiro Kita (2005)
- The Neighbor No. Thirteen, regia di Yasuo Inoue (2005)
- Azumi 2, regia di Shūsuke Kaneko (2005)
- Sakuran, regia di Mika Ninagawa (2006)
- Waters, regia di Ryō Nishimura (2006)
- Ghost Train, regia di Takeshi Furusawa (2006)
- Kisaragi, regia di Yuichi Sato (2007)
- Crows Zero, regia di Takashi Miike (2007)
- Sukiyaki Western Django, regia di Takashi Miike (2007)
- Hana Yori Dango Final, regia di Yasuharu Ishii (2008)
- Hebi ni Piasu (Snakes and Earrings), regia di Yukio Ninagawa (2008) - cameo
- Tajomaru, regia di Hiroyuki Nakano (2009)
- Gokusen: The Movie, regia di Tôya Satô (2009)
- Crows Zero II, regia di Takashi Miike (2009)
- Surely Someday, regia di Shun Oguri (2010) - cameo
- Odoru Daisōsasen the Movie 3: Yatsura o kaihō seyo!, regia di Katsuyuki Motohiro (2010)
- Gaku, regia di Osamu Katayama (2011)
- Odoru Daisōsasen the movie 4: the Final - Arata Naru Kibo, regia di Katsuyuki Motohiro (2012)
- Uchu kyodai - Fratelli nello spazio, regia di Yoshitaka Mori (2012)
- Kitsutsuki to Ame, regia di Shuichi Okita (2012)
- Arakawa Under the Bridge, regia di Iizuka Ken (2012)
- Shonen H, regia di Yasuo Furuhata (2013)
- Lupin III - Il film, regia di Ryūhei Kitamura (2014)
- Galaxy kaidō, regia di Kōki Mitani (2015)
- Nobunaga Concerto, regia di Hiroaki Matsuyama (2016)
- Terra Formars, regia di Takashi Miike (2016)
- Museum, regia di Keishi Ōtomo (2016)
- Tsuioku, regia di Yasuo Furuhata (2017)
- Gintama, regia di Yūichi Fukuda (2017)
- Let Me Eat Your Pancreas, regia di Shō Tsukikawa (2017)
- Gintama 2, regia di Yûichi Fukuda (2018)
- HIBIKI, regia di Sho Tsukikawa (2018)
- The Confidence Man JP: The movie, regia di Ryô Tanaka (2019) - cameo
- Diner, regia di Mika Ninagawa (2019)
- Nigen Shikkaku, regia di Mika Ninagawa (2019)
- Tsumi no Koe, regia di Nobuhiro Doi (2020)
- Shinkaishaku Sangokushi, regia di Yuichi Fukuda (2020)
- My Daddy, regia di Jun'ichi Kanai (2021)
- Godzilla vs. Kong, regia di Adam Wingard (2021)
- Character, regia di Akira Nagai (2021)
- Kingdom 3, regia di Shinsuke Sato (2023)
- Kazoku, regia di Kazuhiro Sawataishi (2023)

#### Televisione
- Mokuyou no Kaidan Kaiki Club - serie TV, (1995)
- Hachidai Shogun Yoshimune - serie TV, (1995)
- Shouri no Megami - serie TV, (1996)
- Hideyoshi - serie TV, (1996)
- Sore Ga Kotae Da! - serie TV, (1997)
- Great Teacher Onizuka - serie TV, (1998)
- Kasai chōsakan Akiko - serie TV, (1999)
- Kayō Suspense Gekijō: Kodokuna Kajitsu - serie TV, (2000)
- Henshūō - serie TV, episodi 10-11 (2000)
- Ashita wo Dakishimete - serie TV, (2000)
- Summer Snow - serie TV, (2000)
- Aoi Tokugawa sandai - serie TV, (2000)
- Ikebukuro West Gate Park - serie TV, episodio 2 (2000)
- Ao to Shiro de Mizuiro - serie TV, (2001)
- Heart - serie TV, (2001)
- Cherry - serie TV, episodio 1 (2001)
- Pure Soul - serie TV, (2001)
- X Sensei - serie TV, (2001)
- Gokusen - serie TV, (2002)
- Spring Story - serie TV, (2003)
- Stand Up!! - serie TV, (2003)
- Gokusen SP - serie TV, (2003)
- Okasan to issho - serie TV, (2003)
- Tengoku no Daisuke e - serie TV, (2003)
- Return March~Haisha Fukkatsu Sen - serie TV, (2004)
- Hatachi 1983-nen ni umarete - serie TV, (2004)
- Hungry Kid- Division 1 Stage 4 - serie TV, (2004)
- Honto ni Atta Kowai Hanashi Yomi no Mori - serie TV, (2004)
- FIRE BOYS ~ Megumi no daigo - serie TV, episodio 2 (2004)
- Hana Yori Dango - serie TV, (2005)
- 24 no Hitomi - serie TV, (2005)
- Densha otoko - serie TV, (2005)
- Aikurushii - serie TV, (2005)
- Yoshitsune - serie TV, (2005)
- Kyumei byoto 24 ji 3 - serie TV, (2005)
- Koto - serie TV, (2005)
- Taika no Kaishin - serie TV, (2005)
- Kakugo - Senjō Jānarisuto Hashida Shinsuke Monogatari - serie TV, (2005)
- Meitantei Conan 10 shūnen drama special - Kudō Shin'ichi e no chōsenjō - Sayonara made no prologue - film TV, (2006)
- Densha Otoko Deluxe - serie TV, (2006)
- Yuuki - film TV, (2006)
- El Poporazzi ga Yuku!! - serie TV, (2006)
- Meitantei Conan - Kudō Shin'ichi no fukkatsu! - Kuro no soshiki to no confrontation - film TV, (2007)
- Hanazakari no kimitachi e - Ikemen Paradaisu - serie TV, (2007) - Sano Izumi
- Hana yori dango 2 - serie TV, (2007)
- Yume wo Kanaeru Zo - serie TV, episodio 1 (2008)
- Yume wo Kanaeru Zo SP - serie TV, (2008)
- Hanazakari no kimitachi e SP - serie TV, (2008) - Izumi Sano
- Binbō danshi - serie TV, (2008)
- Tokyo Dogs - serie TV, (2009)
- Smile - serie TV, (2009)
- Ketto! Rojinto - serie TV, (2009) - guest
- Tenchijin - serie TV, (2009)
- Yūsha Yoshihiko to maō no shiro - serie TV, episodio 10 (2011)
- Sayonara Aruma - serie TV, (2010)
- Jūi Dolittle - serie TV, (2010)
- Kikoku - serie TV, (2010)
- Wagaya no rekishi - miniserie TV, (2010)
- Arakawa Under the Bridge - serie TV, (2011)
- Rich Man, Poor Woman - serie TV, (2012)
- Odoru Daisosasen THE TV SPECIAL - serie TV, (2012)
- Woman - serie TV, (2013)
- Yo nimo Kimyo na Monogatari 2013 Spring Special ~ AIR Doctor - serie TV, (2013)
- Rich Man, Poor Woman SP - serie TV, (2013)
- Yae no Sakura - serie TV, (2013) - Yoshida Shōin
- Nobunaga Concerto - serie TV, (2014)
- BORDER - serie TV, (2014)
- Oyaji no Senaka - serie TV, episodio 10 (2014)
- Oie-san - serie TV, (2014)
- Kōnodori - serie TV, (2015)
- Ouroboros - serie TV, (2015)
- Daishō - serie TV, (2016)
- Tokyo Sentimental - serie TV, (2016)
- BORDER 2 SP - serie TV, (2017)
- CRISIS Kouan Kido Sousatai Tokusouhan - serie TV, (2017)
- Tokyo Sentimental SP - serie TV, (2017)
- Endō Kenichi to Kudō Kankurō no benkyō sasete itadakimasu - serie TV, episodio 1 (2018) - guest
- Kyō kara ore wa!! - serie TV, (2018) - cameo
- SEGODON - serie TV, (2018)
- Hana Nochi Hare - serie TV, (2018) - cameo
- Futatsu no Sokoku - serie TV, (2019)
- Nihon Chinbotsu: Kibo no Hito - serie TV, (2021)
- Kamakura-dono no 13-nin - serie TV, (2022)
- Dousuru Ieyasu - serie TV, (2023) - cameo
- Sekai nanatairiku saikōhō o tobita - Kūsatsu shashin-ka Yamamoto Naohiro no chōsen - documentario, (2023)
- The Mystery Day - serie TV, (2023)

### Doppiatore
| Anno | Titolo                                                              | Ruolo assunto        | Note         | Note 2     |
| ---- | ------------------------------------------------------------------- | -------------------- | ------------ | ---------- |
| 2005 | Fullmetal Alchemist - The Movie: Il conquistatore di Shamballa      | Alfons Heiderich     |              | cinema     |
| 2006 | Jū ō sei                                                            | "Third"/Sigurd Heiza |              | serie tv   |
| 2006 | Gekijōban Dōbutsu no Mori                                           | Totakeke             |              | cinema     |
| 2007 | Wangan Midnight                                                     | Akio Asakura         | Protagonista | serie tv   |
| 2007 | Surf's Up - I re delle onde                                         | Cody Maverick        | Protagonista | cinema     |
| 2008 | Highlander: Vendetta immortale                                      | Colin MacLeod        | Protagonista | home video |
| 2008 | Il professor Layton e il futuro perduto                             | Luke del futuro      |              | videogioco |
| 2010 | Rainbow                                                             | Mario Minakami       | Protagonista | serie tv   |
| 2012 | Gusukō Budori no denki                                              | Budori               | Protagonista | cinema     |
| 2012 | Eiga Doraemon: Nobita to kiseki no shima ~Animal Adventure~         | Shun Amaguri         | guest        | cinema     |
| 2013 | Capitan Harlock                                                     | Harlock              | Protagonista | cinema     |
| 2014 | Nobunaga Concerto                                                   | Narratore            | Narratore    | serie tv   |
| 2014 | Doraemon - Il film: Le avventure di Nobita e dei cinque esploratori | Sarbel               |              | cinema     |
| 2015 | The Boy and the Beast                                               | commesso             | guest        | cinema     |
| 2016 | One Piece: Heart of Gold                                            | Mad Treasure         | Antagonista  | special tv |
| 2016 | Yakuza 6: The Song of Life                                          | Takumi Someya        |              | videogioco |
| 2018 | Yokai Watch FOREVER FRIENDS                                         | Shien                | Antagonista  | cinema     |
| 2018 | Ryu ga Gotoku Online                                                | Takumi Someya        |              | videogioco |
| 2019 | Tenki no Ko: Weathering with You                                    | Suga Keisuke         |              | cinema     |
| 2023 | Totto-Chan: The Little Girl at the Window                           | Padre di Totto-Chan  |              | cinema     |

### Regista
- Surely Someday (2010) - regista

### Sceneggiatore
- HK Hentai Kamen (2013) - collaborazione non accreditata
- Surely Someday (2010)

## Teatro
| Anno    | Titolo                                                        | Ruolo assunto                            | Note                   |
| ------- | ------------------------------------------------------------- | ---------------------------------------- | ---------------------- |
| 1998    | Color                                                         | Jū Yamazaki                              |                        |
| 2000    | Jinsei wa Gatagoto Ressha ni Notte                            |                                          |                        |
| 2003    | Uchū de Ichiban Hayai Tokei                                   | Fox-Trot                                 |                        |
| 2003    | Amleto                                                        | Fortebraccio                             |                        |
| 2004    | Joker                                                         | Mitsuhashi                               |                        |
| 2004    | Come vi piace                                                 | Orlando                                  |                        |
| 2005    | Gūzen no Ongaku                                               | Jack Pozzi                               |                        |
| 2006    | La commedia degli errori                                      | Antifolo di Efeso e Antifolo di Siracusa | protagonista           |
| 2006    | Tito Andronico                                                | Aronne                                   |                        |
| 2007    | Come vi piace                                                 | Orlando                                  |                        |
| 2007    | Caligola                                                      | Caligola                                 | protagonista           |
| 2008    | Musashi                                                       | Sasaki Kojirō                            |                        |
| 2011    | Arancia meccanica                                             | Alex DeLarge                             | protagonista           |
| 2011    | Dokurojo no Shinichijin (Sette anime nel castello dei teschi) | Sutenosuke                               |                        |
| 2013    | Akai Kurayami                                                 |                                          |                        |
| 2014    | Qualcuno volò sul nido del cuculo                             | Randle P. McMurphy                       | protagonista           |
| 2015    | RED                                                           | il giovane assistente Ken                |                        |
| 2017    | Dokurojo no Shichinin: Hana season                            | Sutenosuke                               | protagonista           |
| 2017    | Young Frankenstein                                            | Frederick von Frankenstein               | protagonista           |
| 2020    | Re Giovanni                                                   | Filippo Faulconbridge                    | cancellato causa COVID |
| 2022-23 | Re Giovanni                                                   | Filippo Faulconbridge                    | co-protagonista        |

## Riconoscimenti
| Anno | Premio                               | Categoria                        | Nomination                | Risultato       |
| ---- | ------------------------------------ | -------------------------------- | ------------------------- | --------------- |
| 2007 | TVnavi Magazine Drama Awards         | Miglior attore non protagonista  | Hanazakari no Kimitachi e | Vincitore/trice |
| 2007 | MTV Student Voice Awards             | Miglior attore protagonista      |                           | Vincitore/trice |
| 2007 | Annual Drama Grand Prix Awards       | Miglior attore non protagonista  | Hana Yori Dango Returns   | Vincitore/trice |
| 2008 | Elan d'or Awards                     | Miglior nuovo attore             |                           | Vincitore/trice |
| 2008 | 16th Hashida Awards                  | Miglior nuovo attore             | Hana Yori Dango Returns   | Vincitore/trice |
| 2008 | Japan Nickelodeon Kids Choice Awards | Miglior attore protagonista      |                           | Vincitore/trice |
| 2008 | 21st DVD Data Awards                 | Miglior talento                  |                           | Vincitore/trice |
| 2008 | 45th Golden Arrow Awards             | Broadcast Drama Department Award |                           | Vincitore/trice |
| 2008 | 17th Japan Movie Critics Awards      | Miglior attore protagonista      | Crows Zero                | Vincitore/trice |
| 2008 | 17th Annual Drama TV Life Awards     | Miglior attore non protagonista  |                           | Vincitore/trice |
| 2008 | MTV Student Voice Awards             | Miglior attore protagonista      |                           | Vincitore/trice |
| 2008 | 1st Eigakan Taisho Awards            | Grand Prize Award                |                           | Candidato/a     |
| 2012 | 16th Nikkan Sports Drama Grand Prix  | Miglior attore protagonista      | Rich Man, Poor Woman      | Vincitore/trice |
| 2012 | 74th Television Drama Academy Awards | Miglior attore protagonista      | Rich Man, Poor Woman      | Vincitore/trice |
| 2013 | WOWOW Grand Prix Teather Awards      | Miglior attore protagonista      | Akai Kurayami             | Vincitore/trice |
| 2014 | 81th Television Drama Academy Awards | Miglior attore protagonista      | BORDER                    | Vincitore/trice |
| 2014 | GQ MEN OF THE YEAR 2014              | Attori                           |                           | Vincitore/trice |
| 2017 | 8th Confidence Award Drama Prize     | Miglior attore protagonista      | CRISIS                    | Vincitore/trice |
| 2020 | 45th Hochi Film Awards               | Miglior attore protagonista      | Tsumi no Koe              | Vincitore/trice |
| 2020 | 33rd Nikkan Sports Film Awards       | Miglior attore protagonista      | Tsumi no Koe              | Vincitore/trice |
| 2021 | 44th Japan Academy Film Prize        | Popularity Award                 | Tsumi no Koe              | Vincitore/trice |